# Gelovani
Pour les articles homonymes, voir Gelovani (homonymie).
La maison de Gelovani (en géorgien : გელოვანი) est une famille princière de Géorgie, originaire de la basse Svanétie, qui a pour un temps régné sur l'ensemble de la Svanétie. Les diverses branches de la famille ont transcrit différemment leur nom géorgien : en Russie, Геловани ; au Royaume-Uni Guelovani (mais sans le -u- aux États-Unis) ; en Allemagne Gelowani.

## Première mention
Les premières mentions de la maison de Gelovani remontent au XIIe siècle : un prince (mtavari) Gelovani est mentionné comme ministre dans le gouvernement de la reine Tamar.

## Origine du nom
L'origine du nom, selon la tradition svane locale, le met en rapport avec leur provenance de la péninsule arabique, où ils auraient été gardiens de la pierre noire sacrée de la Kaaba avant l'époque de l'Islam. Étymologiquement, ce n'est pas impossible, dès lors que G(a)L(a)VAN signifie "pierre" en langue svane ancienne ; tandis qu'"-ani" signifie "de" (souvent pour dire la filiation) dans plusieurs autres langues indo-aryennes, par exemple en Punjabi. 
Dans la même ligne, le poème épique svane "Chant sur Giga Glvan" mentionne l'un des ancêtres des Gelovani.
Une autre hypothèse maintenant considérée comme sans valeur était que les princes Gelovani descendaient de la dynastie Kvenipneveli, laquelle a aussi donné les Eristavi de Ksani et les princes Ratichvili.
Leur nom dynastique est orthographié différemment : Geloani, Gelovani, Geluvani, Geliani, Geliani Daturar ou Geliani Tualai.

## Histoire
Sous la reine Tamar, la maison de Gelovani fait suite aux Vardanisdzé comme comtes (eristavi) de Svanétie. Leur chronologie et leur généalogie ne sont pas établies avec assez de précision pour la plupart de la période où ils gèrent cette région ; en revanche, elle a été publiée pour ce qui suit le XVIIIe siècle dans la Russian Imperial Nobility Encyclopaedia (Vol IV).
Elle est à l'origine de la Maison de Dadechkéliani au XVIIe siècle : c'est le prénom de l'un des princes Gelovani (Dadéch ou Dadach) qui a été composé avec le nom de la famille pour donner Dadechkéliani,. Ces derniers prennent de l'importance au XVIIIe siècle en gouvernant la Haute Svanétie, tandis que les Gelovani vont se limiter à la partie orientale ou Basse Svanétie.
Après l'annexion de la Géorgie par l'Empire russe au début du XIXe siècle, les Gelovani reçoivent le statut princier de knyaz en russe. Le prince Varlam Gelovani est député à la Douma en 1912-1914.
Au long de leur histoire, les Gelovani ont épousé des membres des autres familles princières géorgiennes, comme les Tchikovani, les Dadiani, Yashvili, Tarkhan-Mouravi, etc.
Leurs descendants vivent actuellement en Géorgie, en Russie, en Allemagne, aux États-Unis et au Royaume-Uni. La dynastie s'honore de ses membres qui ont tenu des rôles politiques en Géorgie comme en Russie, mais aussi d'acteurs (Mikheil Gelovani) ou de scientifiques (Archil Gelovani, maréchal soviétique des troupes du génie).